# Surinaams kenteken

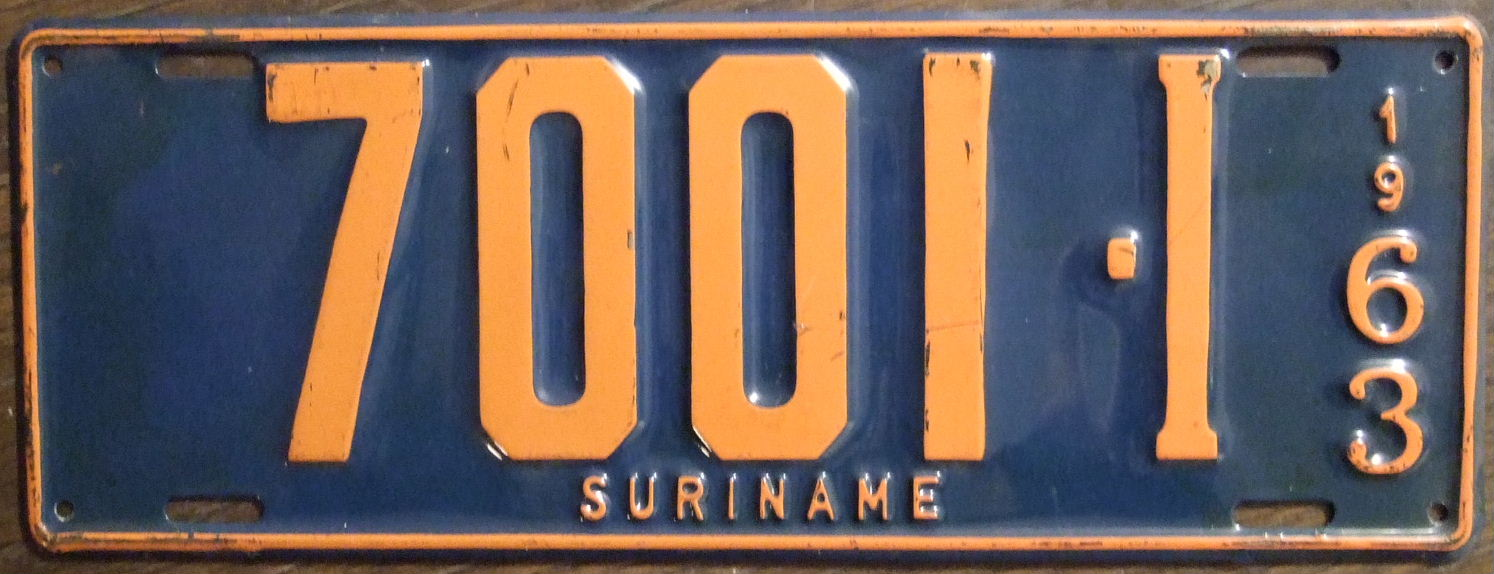
Plaat uit 1963

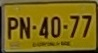
Plaat uit 2021

Het Surinaamse kenteken bestaat uit drie sets met letters en cijfers.

## Geschiedenis

### Voertuignummers
Aan het begin van de 20e eeuw kende Suriname voertuignummers die er verplicht op een donkere achtergrond op moesten worden bevestigd. Het nummer werd verstrekt bij het tonen van het bewijs van keuring. Bij de verkoop behield de verkoper het nummer voor een eventueel volgend voertuig.
In 1935 werd een nieuwe rij- en voertuigenverordening van kracht. Hierin werd bepaald dat het nummer links aan de voorzijde van de auto's moest worden bevestigd. Bij een motorfiets kwam het nummer aan de linkerzijde van het voorwiel ter hoogte van de as. In 1945 werd de Rij- en Voertuigenbelasting ingevoerd.

### Kentekenplaat
In 1953 werd de Rij- en Voertuigenbelasting gewijzigd. Bepaald werd dat de belastingkaarten werden vervangen door belastingplaten (kentekenplaten).
In 1969 werd in Suriname overgestapt op een reflecterende kentekenplaat in de kleur citroengeel (lemon yellow) die ook in de Verenigde Staten gangbaar was. Het nadeel van de plaat was de korte levensduur van vijf jaar. Elk half jaar kregen autobezitters bij het betalen van de rijwielbelasting een plaatje dat aan de kentekenplaat werd vastgeschroefd. Deze wisselden telkens van kleur, waardoor direct zichtbaar was wanneer iemand geen belasting had betaald.
Begin 21e eeuw worden de kentekenplaten gemaakt bij de afdeling Verkeerstechnische Dienst in Geyersvlijt in Paramaribo. Aan de letters op de kentekenplaat is de ouderdom van het voertuig in te schatten. Kentekens beginnend met PO raakten rond de jaarwisseling 2024/2025 volledig uitgegeven, waarna met kentekens met PP werd voortgezet.